# Ян Домінік Лопацинський
Ян Домінік Лопацинський (9 травня 1708, Лопатине,Мстиславське воєводство — 11 січня 1778) — релігійний і державний діяч Великого князівства Литовського. Канонік віленський (1732) та схоластик (1753),  секретар великий литовський (1755 — 1762), єпископ Жемайтський (з 1762) . 

## Життєпис
Представник знатного роду Лопатинських герба Любич, син Лявона. Навчався у Місіонерській семінарії у Варшаві. Був парохом у Крожах, королівським капеланом. 
Прихильник родини Сапігів, Лопацинський був капеланом їхнього союзника Михайла Юзефа Масальського і виховував сина Ігнатія.  
Лопацинський близився з Чарторийськими, потім контактував з великим литовським гетьманом Михайлом Казимиром Радзивілом.  
Діяв відповідно до програми придворної партії Єжи Мнішека та його союзників Радзівілів. 
У 1764 брав участь у виборах Станіслава Августа Понятовського королем і великим князем.  
Працював у сфері реалізації планів королівської реформи.  
Прихильно ставився до Барської конфедерації, але відкрито не підтримував.  
У 1771, через загрозу арешту російськими військами, виїхав до Пруссії, пізніше повернувся. 
Лопацинський був хорошим адміністратором, прагнув підвищити рівень освіти священників.  
Відновив кілька церков та єпископських резиденцій, заснував богословську семінарію у Варнях. Мав художню галерею. 
Автор релігійних творів. Переклав книги Ланґле дю Треснуа «Збірник коротких церковних оповідань» та Верто д'Абера «Історія португальської революції» (Вільнюс, 1753). 

## Галерея

Іконографія Яна Домініка Лопацинського
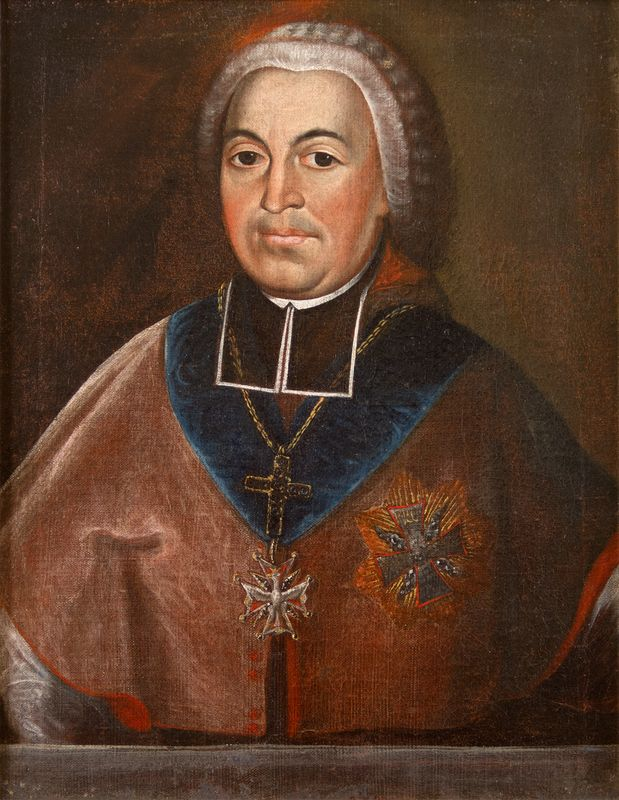
Невідомий художник, XVIII ст.
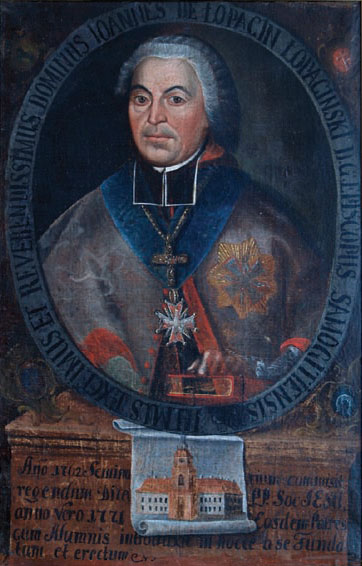
Невідомий художник, XVIII ст.
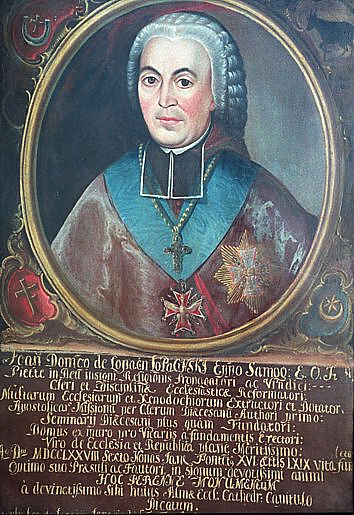
Невідомий художник, XVIII ст.
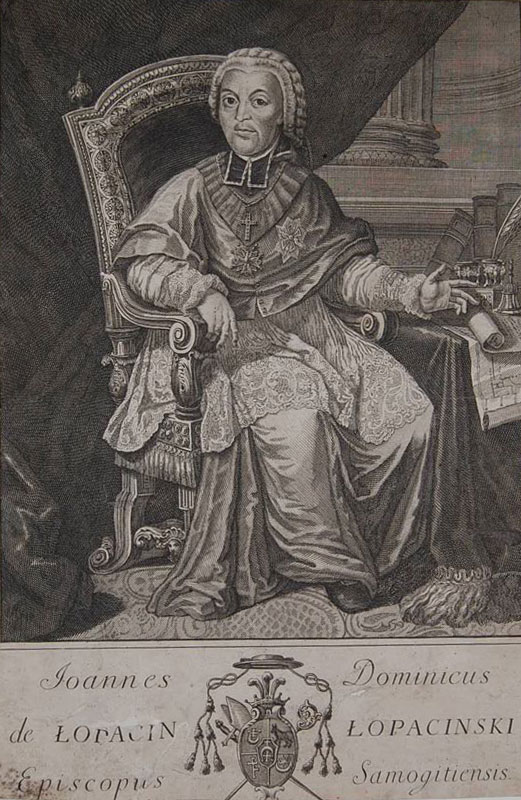
Невідомий художник, XVIII ст.